# Brachydesmus lapadensis
Brachydesmus lapadensis är en mångfotingart som beskrevs av Karl Wilhelm Verhoeff 1897. Brachydesmus lapadensis ingår i släktet Brachydesmus och familjen plattdubbelfotingar. Inga underarter finns listade i Catalogue of Life.